# Larkin Poe
Larkin Poe é uma banda de roots rock estadunidense originária da Geórgia, formada pelas irmãs Rebeca Lovell (30/01/1991) e Megan Lovell (12/05/1989). A dupla combina blues tradicional com guitarra slide. Elas são bastante conhecidas como as irmãs mais novas dos Allman Brothers.

## História da Banda
Rebecca e Megan Lovell começaram suas carreiras musicais em 2005 como adolescentes criando um grupo chamado Lovell Sisters junto de sua irmã mais velha Jessica Lovell. Sob a liderança de Rebecca, compositora e vocalista principal, a banda fez sucesso por alguns anos e após a saída de Jessica em 2009 elas decidiram encerrar a banda. No ano seguinte Rebecca e Megan se juntaram novamente formando o Larkin Poe. O nome era uma referência a Edgar Allan Poe, elas são descendentes dele.
A banda fez carreira independente e conseguiu fazer bastante sucesso, chamando atenção em vários lugares, lançando álbuns, clipes e fazendo turnês pela Europa. 

## Membros da banda
- Rebecca Lovell: Vocal principal, guitarra, violão, mandolim, banjo, violino, piano, bateria eletrônica, baixo, composição e arranjo.
- Megan Lovell: Segundo vocal, lapsteel e dobro.
- Tarka Layman: Baixo elétrico.
- Kevin McGowan: Bateria.

## Álbuns de Estúdio
- Kin (2014)
- Reskinned (2016)
- Peach (2017)
- Venom & Faith (2018)
- Self Made Man (2020)

### EPs
- Spring (2010)
- Summer (2010)
- Fall (2010)
- Winter (2010)
- Thick as Thieves (2011)